# An-Nakhl
An-Nakhl ou Nekhl (en arabe : نِخِل, littéralement : « Palmier ») est une ville du Sinaï Nord située dans les montagnes au centre de la péninsule du Sinaï, en Égypte. C'est la capitale du qism (subdivision administrative en dessous du gouvernorat) du même nom peuplé de 6 722 habitants en 2023.

## Situation
La ville est située au centre de la péninsule du Sinaï sur le plateau montagneux d'al-Tih. Elle est traversée par le cours d'eau saisonnier du wadi al-Arish. Du fait de sa situation centrale entre le golfe de Suez et le golfe de Aqaba, An-Nakhl est une étape très importante sur la route désertique qui lie l'Égypte et l'Arabie, notamment la route du hadj.

## Histoire
La ville, grâce à sa position stratégique a toujours été une étape importante sur la route liant l'Égypte à l'Arabie ou au Levant. Elle gagne donc en importance avec la mise en place de caravanes régulières du Hadj qui partent du Caire rassemblant les pèlerins égyptiens mais venant aussi des régions d'Afrique du Nord après la reconquête de la région d'Eilat par Saladin ouvrant la voie aux pèlerins en leur donnant accès au golfe de Aqaba.
Cette étape du pèlerinage a donc été fortifiée par les sultans mamlouks d'Égypte notamment le sultan Baybars à l'époque duquel la ville est mentionnée comme étant une étape sur la route du Hadj. La forteresse d'an-Nekhl a été construite par le sultan Al-Achraf Qânsûh II Al-Ghûrî pour sécuriser la route du pèlerinage. La ville abritait alors des puits, une garnison et un Caravansérail pour les pèlerins et les marchands.
La forteresse moderne a été construite par Sélim Ier après sa conquête de l'Égypte et continué à servir à la protection de la route des pèlerins jusqu'au milieux du XIXe siècle. La route a ensuite connu un important déclin avec la mise en place de nouvelles routes du Hadj par bateau et par trains,.
Au début du XXe siècle un explorateur nous apprends que la ville et le fort sont situés sur une terre complètement aride et comprends une garnison de 10 hommes et d'un officier et que le fort est entouré d'un village de quelques dizaines d'habitants. La ville a été capturée en 1956 lors de la crise du canal de Suez et en 1967 lors de la guerre des Six Jours par Tsahal et a été occupée par Israël entre 1967 et la signature des accords de Camp David en 1979.

## Administration
Le qism de Nakhl a été créé par décret ministériel en 1964. Il fait partie aujourd'hui du gouvernorat du Sinaï Nord. Le qism de Nakhl est lui même divisé en 10 subdivisions : 9 qarya (villages) et 1 madina (ville) : 
| Qarya          | Population (2017) |
| -------------- | ----------------- |
| Nakhl (Madina) | 1682              |
| Bir Garid      | 222               |
| al-Buruk       | 147               |
| al-Kantila     | 634               |
| Khafga         | 396               |
| Nathila        | 464               |
| Ras al-Naqb    | 441               |
| al-Salam       | 505               |
| Sidr al-Haytan | 250               |
| al-Tamad       | 431               |

## Sites Historiques

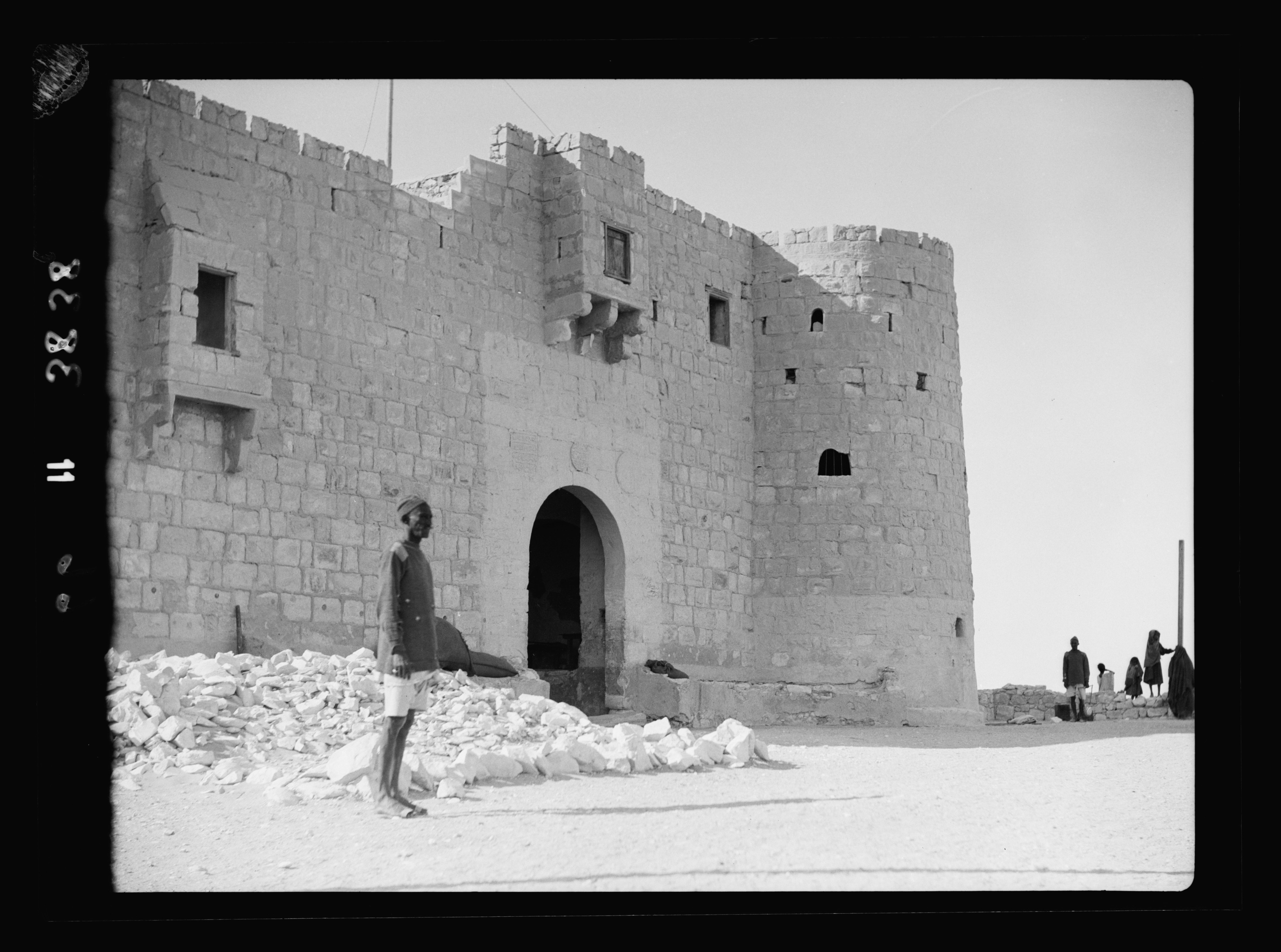
Forteresse de Nakhl

Une forteresse a été construire à Nekhl pour contrôler et protéger les routes du pèlerinage par le sultan Mamelouk Al-Achraf Qânsûh II Al-Ghûrî. Aujourd'hui les restes de la forteresse et des plaques inscrites de l'époque du sultan figurent sur la liste indicative du patrimoine mondial de l'UNESCO proposée par l'Égypte.